# Al 79-lea Festival Internațional de Film de la Veneția din 2022
Al 79-lea Festival Internațional de Film de la Veneția din 2022 (în italiană 79ª Mostra internazionale d'arte cinematografica di Venezia și în engleză 79th Venice International Film Festival) s-a desfășurat între 31 august și 10 septembrie.
Prezentatoarea generală a festivalui, host-ul general al manifestării, a fost actrița, modelul și prezentatoarea spaniolă Rocío Muñoz Morales, care a prezentat și filmele cu care s-a deschis, respectiv, s-a închis festivalul. 

## Juriile

### Competiția principală –Venezia 79
- Julianne Moore, actriță americană și autoare — Președinta juriului, [1]
- Mariano Cohn, regizor, scenarist și producător argentinian, [1]
- Leonardo Di Costanzo, regizor și scenarist italian, [1]
- Audrey Diwan, regizoare și scenaristă franceză, [1]
- Leila Hatami, actriță iraniană, [1]
- Kazuo Ishiguro, romancier și scenarist britanic, [1]
- Rodrigo Sorogoyen, regizor și scenarist spaniol, [1]

### Orizonturi –Orizzonti
- Isabel Coixet — Președinta juriului, [2]
- Laura Bispuri, [2]
- Antonio Campos, [2]
- Sofia Djama, [2]
- Édouard Waintrop. [2]

### PremiulLuigi de Laurentiis
- Michelangelo Frammartino — Președintele juriului, [2]
- Jan P. Matuszyński, [2]
- Ana Rocha de Sousa, [2]
- Tessa Thompson, [2]
- Rosalie Varda. [2]

### Venice Immersive
- May Abdalla — Președinta juriului, [3]
- David Adler, [3]
- Blanca Li. [3]

## Selecțiile oficiale

### În competiție
| Titlul / Titlul în engleză                                                                               | Titlul original                                                                       | Regizor(i)            | Țara                                 |
| --- | ------------------------------------------------------------------------------------- | --------------------- | ------------------------------------ |
| Toată frumusețea și baia de sânge – All the Beauty and the Bloodshed                                     | Toată frumusețea și baia de sânge – All the Beauty and the Bloodshed                  | Laura Poitras         | Statele Unite ale Americii           |
| Argentina, 1985                                                                                          | Argentina, 1985                                                                       | Santiago Mitre        | Argentina, Statele Unite             |
| Athena (film din 2022)                                                                                   | Athena (film din 2022)                                                                | Romain Gavras         | Franța                               |
| The Banshees of Inisherin                                                                                | The Banshees of Inisherin                                                             | Martin McDonagh       | Irlanda, Regatul Unit, Statele Unite |
| Bardo (ori falsa cronică a unui mănunchi de adevăruri) Bardo (or False Chronicle of a Handful of Truths) | Bardo (o falsa crónica de unas cuantas verdades)                                      | Alejandro G. Iñárritu | Mexic                                |
| Deasupra zidului – Beyond the Wall                                                                       | شب، داخلی، دیوار (Shab, Dakheli, Divar)                                               | Vahid Jalilvand       | Iran                                 |
| Blond – Blonde                                                                                           | Blond – Blonde                                                                        | Andrew Dominik        | Statele Unite                        |
| Bones & All                                                                                              | Bones & All                                                                           | Luca Guadagnino       | Italy, United States                 |
| Chiara                                                                                                   | Chiara                                                                                | Susanna Nicchiarelli  | Belgium, Italy                       |
| A Couple                                                                                                 | Un Couple                                                                             | Frederick Wiseman     | France, United States                |
| The Eternal Daughter                                                                                     | The Eternal Daughter                                                                  | Joanna Hogg           | United Kingdom, United States        |
| de⁠(L'immensità (film))[(film)&page=L%E2%80%99immensit%C3%A0&targettitle=de traduceți]                    | de⁠(L'immensità (film))[(film)&page=L%E2%80%99immensit%C3%A0&targettitle=de traduceți] | Emanuele Crialese     | France, Italy                        |
| Lord of the Ants                                                                                         | Il signore delle formiche                                                             | Gianni Amelio         | Italy                                |
| Love Life                                                                                                | Love Life                                                                             | Kōji Fukada           | Japan, France                        |
| Monica                                                                                                   | Monica                                                                                | Andrea Pallaoro       | Italy, United States                 |
| No Bears                                                                                                 | خرس نیست (Khers Nist)                                                                 | Jafar Panahi          | Iran                                 |
| Other People's Children                                                                                  | Les Enfants des Autres                                                                | Rebecca Zlotowski     | France                               |
| Our Ties                                                                                                 | Les Miens                                                                             | Roschdy Zem           | France                               |
| Saint Omer                                                                                               | Saint Omer                                                                            | Alice Diop            | France                               |
| The Son                                                                                                  | The Son                                                                               | Florian Zeller        | United Kingdom, United States        |
| Tár | Tár                                                                                   | Todd Field            | Germany, United States               |
| The Whale                                                                                                | The Whale                                                                             | Darren Aronofsky      | United States                        |
| White Noise (opening film)                                                                               | White Noise (opening film)                                                            | Noah Baumbach         | United Kingdom, United States        |

Titlul subliniat în galben indică câștigătorul premiului Leul de aur.

## Premii

### Selecția oficială
Premiile de mai jos au fost conferite la cea de-a 79-a ediție a Festivalului de Film de la Venezia:
 În competiție 
- Leul de Aur — Toată frumusețea și baia de sânge – All the Beauty and the Bloodshed de Laura Poitras,  Statele Unite ale Americii
- Premiul Marelui Juriu — Sfântul Omer – Saint Omer de Alice Diop
- Leul de Argint — Oase și tot – Bones & All de Luca Guadagnino
- Cupa Volpi pentru cea mai bună actriță — Cate Blanchett pentru rolul din filmul Tár
- Cupa Volpi pentru cel mai bun actor — Colin Farrell pentru rolul din filmul The Banshees of Inisherin
- Golden Osella pentru celmai bun scenariu — The Banshees of Inisherin de Martin McDonagh
- Premiul Special al Juriului — Fără urși – No Bears de Jafar Panahi
- Premiul Marcello Mastroianni — Taylor Russell pentru rolul din filmul Bones & All

## Premiul special al festivalului
- Leul de Aur pentru realizări ale întregii cariere — Catherine Deneuve[5] și Paul Schrader[6]